# Orthocerus mutica
Orthocerus mutica là một loài bọ cánh cứng trong họ Zopheridae. Loài này được Linnaeus miêu tả khoa học năm 1767.